# Дама и фефёла

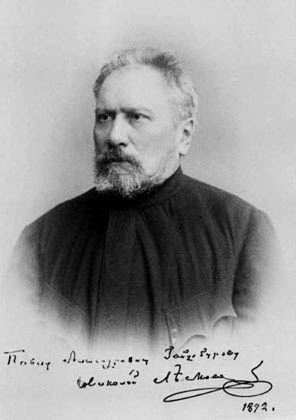
Русский писатель Николай Лесков в 1892 году

«Да́ма и фефёла» (Из литературных воспоминаний) — произведение Николая Лескова, построенное как рассказ-воспоминание. Впервые опубликовано с подзаголовком «Рассказы кстати. Из литературных воспоминаний» в 1894 году в журнале «Русская мысль», декабрь, № 12. Одно из последних произведений писателя, при жизни автора не переиздавалось. При подготовке публикации в Собрании сочинений произведение было дополнено писателем несколькими сценами и новыми эпизодами. Двенадцатый том собрания Сочинений Н. С. Лескова вышел уже после смерти писателя в 1896 году. По словам сына писателя А. Н. Лескова, «Дама и фефёла» — это художественное произведение «всего менее мемуарного» характера.

## История создания
Произведение построено как воспоминания писателя из петербургской литературной жизни 1860—1870 гг. В нём фигурируют имена подлинных исторических лиц: журналистов, писателей, художников, публицистов С. С. Дудышкина, А. А. Краевского, Н. А. Некрасова, М. Е. Салтыкова-Щедрина, А. Н. Якоби, Г. П. Данилевского, В. В. Крестовского, В. А. Тимирязева, Н. И. Костомарова, П. П. Соколова, М. А. Зичи, М. О. Микешина, В. И. Якоби, Н. Е. Сверчкова, Ю. Ю. Клевера, А. И. Пальма и других. Вместе с тем прототип одного из главных действующих лиц, бедствующий литератор, несчастный в браке с дамой из дворянской семьи, не называется. По словам Андрея Лескова, это мог быть петербургский журналист и литературный критик журналов «Эпоха», «Отечественные записки», «Всемирный труд» Н. И. Соловьёв.
А. Н. Лесков в биографии своего отца-писателя писал: «С годами я отвык вспоминать, по правде сказать, не лишённую замечательных достоинств Пашу <горничную Лесковых>. Но вот, почти в канун смерти отца, появился боевой его рассказ с едким и вызывающим заглавием — «Дама и фефёла». Дан был ему и подзаголовок — «Из литературных воспоминаний». Последний оказался далеко не отвечающим действительному содержанию этого частию полемического, частию беллетристического и всего менее мемуарного произведения». Существенное расхождение с биографией подлинного Соловьёва-критика состояло в том, что Николай Иванович Соловьёв умер 1 января 1874 года в Москве, куда, как продолжает Андрей Лесков, «переселился за несколько лет до своей кончины. Ни о какой «фефёле», оставшейся с ребёнком от него, у нас никогда не поминалось. Во всяком случае, если она и существовала, всё противоречило её появлению в Петербурге. Это надо было обойти. Воспоминания невольно перестроились в свободное творчество. Так было удобнее и для завязки, и для гибкости композиции, и для умножения лиц, положений, событий. В основе была задача противопоставить зловредной „даме“ добросердечную, пусть и апокрифичную „фефёлу“. В лепке последней неожиданно я узнал кое-что, взятое от полузабытой уже Паши» (А. Лесков. Жизнь Николая Лескова, стр. 422—423).
В основе рассказа актуальная для 1860-х годов тема женской эмансипации. По иронии судьбы этой теме посвятил несколько статей и герой рассказа «петербургский литератор» Н. И. Соловьёв. У Лескова это не случайное совпадение, хотя в самом рассказе об этом ничего не говорится. В рассказе также можно найти мотив обыгрывания писательской фамилии. Этот мотив был у Николая Лескова и ранее. В 1877 году в критическом этюде «Карикатурный идеал. Утопия из церковно-бытовой жизни» он писал: «Меж  тем  нигилисты свирепствуют, и в школе царят ужасы: там водворился Болтин с собакою, которая постоянно лежит у его ног, и „сумасбродная женщина Кашеварова“: они встают и уходят не крестясь; дети забыли при них молиться Богу, а между тем их хвалят в газете, издаваемой кем-то «с птичьею фамилиею» (по скромности не сказано: Воробьёв, Соловьёв, Скворцов или Галкин)». В тот раз мишенью Лескова был редактор московской либеральной газеты «Русские ведомости» Н. С. Скворцов. Но в рассказе «Дама и фефёла» обыгрывание «птичьей» фамилии не имело сатирической коннотации.

## Сюжет
Рассказ повествует о судьбе не называемого по имени петербургского литератора (в лесковский рассказ вплетён лишь загадочный намёк на фамилию персонажа: «поздно вечером, когда в Таврическом саду свистали соловьи и у частокола, ограждавшего сад, стояли в молчании и слушали певцов несколько любителей соловьиного пения, я увидал здесь воспоминаемого литератора. <…> Жалостливый вид, в котором он слушал соловьёв у частокола, был результатом того, что он в это время особенно сильно пострадал». Литератор терпит невзгоды семейной жизни от своей законной супруги-дворянки, на которой он в своё время женился не по любви, а «из принципа справедливости», поскольку его избранница была дурна собой и старше его на пять лет. Она также вышла замуж не по любви, а из принципа «отомстить всем мужчинам». Супруга обладала грубым, деспотичным характером, несмотря на своё дворянское воспитание (реплики на французском языке) и «эмансипированные» повадки (французские же ругательства), его литературную деятельность она ни во что не ставила. Исходя из своих своеобразных принципов, она предпочла произвести на свет дитя не от законного супруга, а от случайного человека.
Автор-повествователь в качестве посредника взялся мирно уладить дело и разъединить супругов по разным квартирам. Всё шло к развязке, супруги должны были расстаться (разводы были запрещены), но несчастный муж в одиночестве тяжело заболел, и его отправляется спасать на холостяцкую квартиру их общая с женой восемнадцатилетняя гувернантка Паша. Паша покинула свою хозяйку и её ребёнка на свой страх и риск и заслужила тем любовь своего покинутого всеми хозяина. В их сожительстве рождается сын. Супруг умирает, а Паша одна воспитывает сына. Её добросердечие снискало ей хорошую репутацию. Оставшись без средств к существованию (всем оставшимся имуществом могла воспользоваться только законная супруга), Паша открывает прачечное заведение и успешно ведёт своё дело, давая своему сыну средства для учёбы на медика и блестящей карьеры.